# Edgewater (Kolorado)
Edgewater – miasto w Stanach Zjednoczonych, w stanie Kolorado, w hrabstwie Jefferson.